# 卡努鲁
卡努鲁（Kanuru），是印度安得拉邦Krishna县的一个城镇。总人口30696（2001年）。

## 人口
该地2001年总人口30696人，其中男性16304人，女性14392人；0—6岁人口3216人，其中男1673人，女1543人；识字率73.31%，其中男性为77.32%，女性为68.77%。